# Ozobot

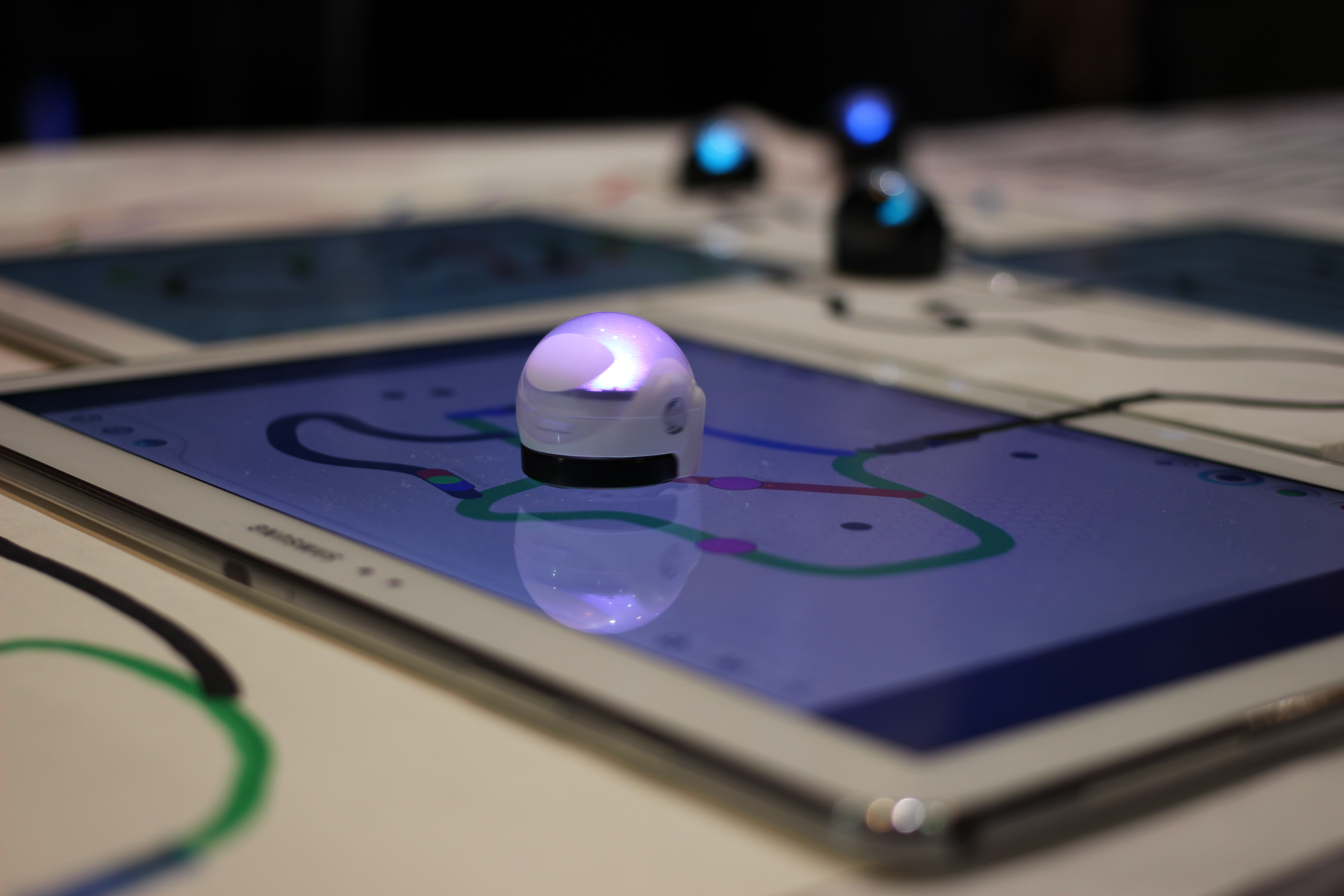
Ozobot snímající povrch tabletu

Ozobot je miniaturní robot asi o velikosti golfového míčku schopný vizualizovat jednoduché i komplexní barevné příkazy svým pohybem a blikáním světly. Zjednodušuje výuku základů programování, nebo slouží jako hračka pro programátorské nadšence.

## Popis zařízení
Tento robot má rozměry přibližně 2,5 na 2,5 centimetru. Na spodu má několik senzorů, s nimiž skenuje povrch pod ním. Uvnitř se nachází malý elektrický motor, který pohání dvě kolečka a základní deska s LED diodou uprostřed, která vše ovládá. Na straně najdeme také jedno tlačítko pro ovládání a nastavení robota. Okolo robota je průhledné plastové pouzdro, které slouží jako základní ochrana. Další parametry závisí na typu ozobota.

## Funkce ozobota
Jeho primární funkcí je sledování (minimálně 5 mm široké) černé čáry a čtení případných příkazů na ní. Pokud narazí na křižovatku, vydá se náhodně vybraným směrem. Kromě černé barvy umí robot rozeznat červenou, zelenou a modrou (bílá = prázdno). Různou kombinací těchto barev v přesném pořadí za sebou se vytvoří příkaz, kterým můžeme například nařídit robotovy přesný směr na příští křižovatce. Další jeho funkcí je čtení rychle se střídajících barev: Červené, zelené, modré, tyrkysové, fialové a žluté, které slouží k nahrání programu do paměti a ten můžeme spustit.

## Ozobot první generace
Na trh přišel v první polovině roku 2015 a jeho koncept byl velký úspěch. Pokaždé, když se pokládá na jiný povrch, se musí kalibrovat, a právě na povrchu, po kterém se bude robot pohybovat, závisí výdrž baterie od 1 do 2 hodin. Čím hladší, tím lepší. Po úplném vybití se doba nabíjení pohybuje kolem jedné hodiny. Nevýhodou je, že nahraný program se musí spouštět komplikovaně přes barevný příkaz. Dá se na něj připevnit tzv. ozoskin, která slouží k další ochraně robota, i jako dekorace. V současné době už není ozobot první generace k zakoupení.

## Ozobot druhé generace
Na trh přišly v první polovině roku 2017. Výrobci navázali na předchozí řadu a vylepšili ji.

### Ozobot BIT
Je velmi podobný ozobotovi první generace, navíc ale podporuje aplikaci ozoblockly.com, kde si můžeme vizuálně a interaktivně sestavit program, který spustíme, když dvakrát rychle zmáčkneme tlačítko na boku. Výdrž baterie je přibližně 30-60 minut v závislosti na povrchu. Je téměř o polovinu levnější než Ozobot EVO.

### Ozobot EVO
Ozobot EVO je na rozdíl od verze BIT dražší a dá ovládat pomocí Bluetooth přes mobilní aplikaci. Má 5 LED diod na přední straně, sensory i na stranách a umí vydávat zvuky. Nasvěcuje si oblast pod sebou, a tudíž se nemusí kalibrovat na jiné povrchy.

## Kalibrace ozobota
Ozobot první generace a ozobot BIT se musí kalibrovat při každé změně povrchu. (bílý papír, display tabletu, atd.) Kalibrace probíhá tak, že podržíme tlačítko na boku dvě sekundy, dokud LED dioda uprostřed nezačne blikat bíle. Nyní položíme ozobota na povrch, pro který ho chceme zkalibrovat a on buď zabliká zeleně = úspěšná kalibrace, nebo červeně = neúspěšná kalibrace.

## Použití ozobota
Ozoboti se používají především ve školství, kde slouží jako interaktivní pomůcka pro učení základů programování, programátorské logiky a robotiky. Dále se používá pro soukromé účely jako interaktivní hračka.

## Podpora aplikací
K ozobotovi si můžeme nainstalovat několik aplikací na systém Android i iOS, pro zjednodušení jeho používání.

### Ozobot EVO
Pomocí této aplikace se ovládají ozoboti typu EVO prostřednictvím Bluetooth. Lze měnit barvu LED svítidel, jezdit s ozobotem, atd. Tato aplikace nebude fungovat s Ozoboty typu BIT.

### Ozoblockly
Tato aplikace je přístupná z webu ozoblockly.com. Lze zde sestavit program, který následně nahrajeme do jakéhokoliv ozobota druhé generace a spustíme ho. Najdeme zde argumenty jako třeba: move (pohyb), set light color, ale i funkce, logické operátory a smyčky.

### Ozobot Draw
Tato aplikace slouží k jednoduchému kreslení tratí pro ozoboty a pokládání příkazů. (EVO i BIT)

### Ozobot Groove
Tato aplikace umí nahrát taneční kreace do ozobota a spustit je. Podporuje až 5 ozobotů naráz. (EVO i BIT)